# Mat potentil
Mat potentil (Potentilla heptaphylla) er en vildstaude med en grundstillet bladroset og opstigende vækst. Blomsterne er gule. Planten findes i Danmark kun på Sjælland, hvor den kan ses på bakker og i overdrev.

## Kendetegn
Mat potentil er en flerårig, urteagtig plante, der danner en grundstillet bladroset. De opstigende stængler er hårede og runde i tværsnit. De bærer spredte blade, som er hånddelte. Grundbladene kan have op til 7 småblade, mens stængelbladene er sammensat af 3-5 småblade. Småbladene er omvendt ægformede, men smalle med takket rand. Oversiden er matgrøn og behåret, mens undersiden er lyst grågrøn og ligeledes håret. Blomstringen foregår i maj, hvor man finder de enlige blomster endestillet på korte skud fra stænglerne. Blomsterne er 5-tallige og regelmæssige med gule kronblade. Frugterne er nødder.
Rodsystemet består af en kraftig, lodret jordstængel, som bærer grove, trævlede rødder.
Planten er ganske lav, ca. 10 cm høj. Til gengæld er den betydeligt mere bred: 30-40 cm.

## Hjemsted
Mat potentil er udbredt i Central- og Østeuropa, men mangler helt i Syd- og Vesteuropa. Dens nordvestlige grænse løber gennem Blakinge, Skåne og Sjælland. Arten er knyttet til lysåbne voksesteder med tør og varm, næringsfattig jord. På tørre og halvtørre bjergsider i Slovakiet findes åbne skove med stilkeg som dominerende art. Disse skove står på sandet, mager jord, og her findes arten i plantesamfundet Quercetum pubescenti-roboris sammen med bl.a. almindelig agermåne, almindelig korsblad, almindelig merian, bjerglæbeløs, blød lungeurt, bredbladet ærenpris, giftig kronvikke, kaukasisk konval, knoldet løvehale, pilealant, skovløg, våradonis og ædelkortlæbe

## Note
1. ↑  Jan Roleček: Vegetation types of dry-mesic oak forests in Slovakia Arkiveret 14. december 2013 hos  Wayback Machine – grundig gennemgang af disse tørre og halvtørre plantesamfund (engelsk)